# Sony Interactive Entertainment
Sony Computer Entertainment, Inc. (SCEI) és una empresa subsidiària de Sony Corporation que es va establir al 16 de novembre del 1993 a Tòquio (Japó). El SCEI es dedica a la recerca, desenvolupament, producció, i venda de maquinari i programari per la seva saga de consoles PlayStation, (portàtil i videoconsola). La SCEI és també, una desenvolupadora i publicadora de videojocs pels seus sistemes. Fins al 31 de març de 2015, l'empresa ha venut més de 500 milions de videoconsoles.

## Història

### Antecedents
Abans de la creació de Sony Computer Entertainment, Sony ja estava involucrat al mercat dels videojocs. La història de PlayStation comença el 1988, quan Nintendo i Sony acorden treballar junts. Nintendo va ser l'encarregat de treballar en el projecte Super Nintendo Entertainment System (SNES), mentre que Sony va desenvolupar el Super Disc. Super Disc seria un complement que permetria a la SNES llegir jocs de format CD-ROM. No obstant això, a causa d'alguns desacords, Nintendo va canviar la seva associació amb Sony per Philips, la qual cosa va portar a la cancel·lació dels Super Disc. El 1990, Sony decideix gaudir del seu treball fet i obtenir el projecte PlayStation X, dirigida per Ken Kutaragi.
Sony es llança al mercat dels videojocs mitjançant la creació de CSG Imagesoft, una filial de CBS/Sony Group (CSG), el gener de 1989. Amb base a Los Angeles, la companyia publica videojocs per a la consola Nintendo Entertainment System.
La divisió nord-americana de Sony Electronic Publishing va ser fundada a l'abril de 1991. CSG Imagesoft es canvia el nom de Sony Imagesoft i publica jocs per la Game Boy i Super Nintendo. El 20 de maig de 1992 Sony i Sega anuncien l'associació per crear jocs de Mega Drive, Game Gear i Mega CD.

### Creació, llançament de PlayStation i expansió

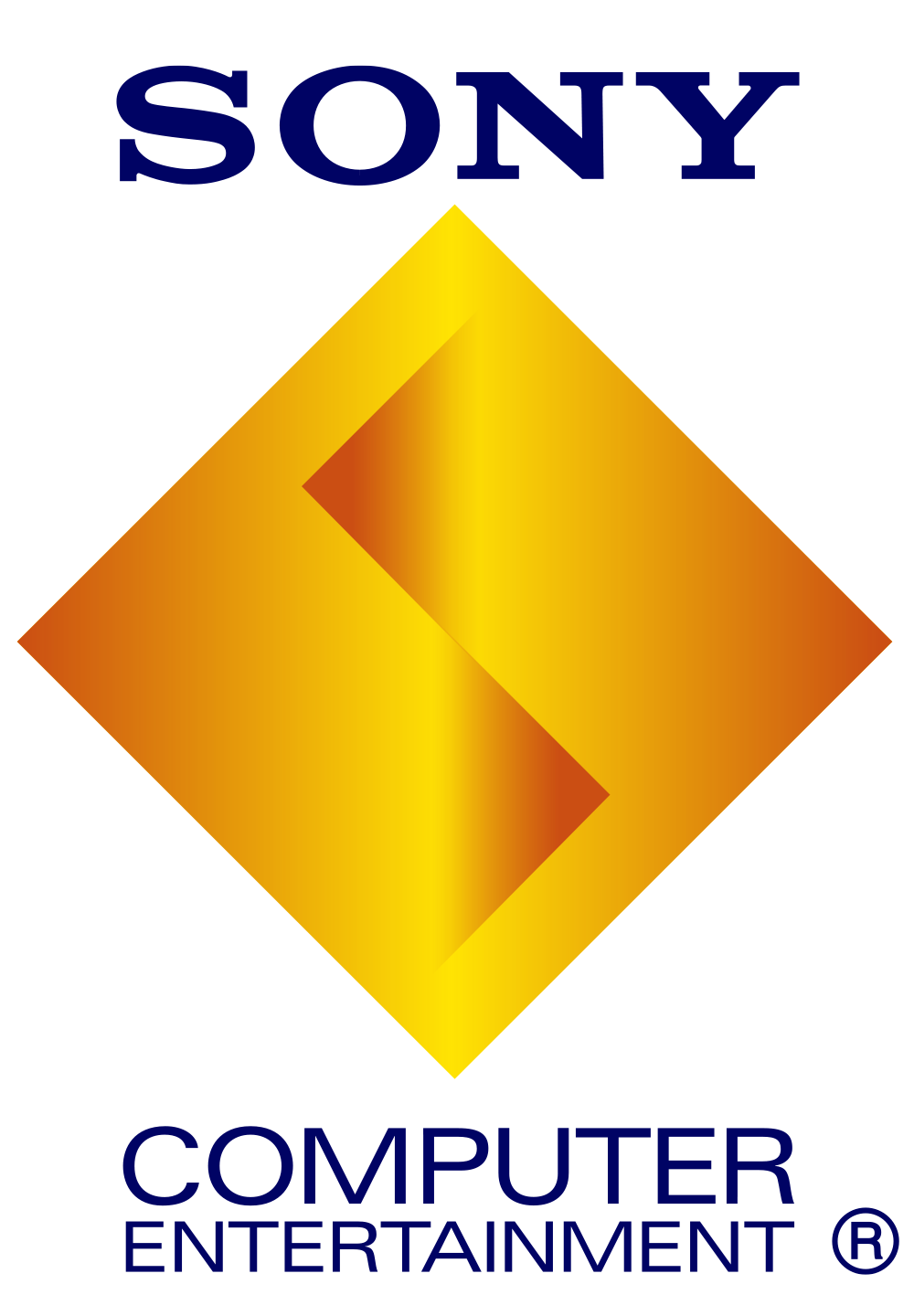
Logotip usat des de 1994 fins a 2016.

Sony Computer Entertainment, Inc. (SCEI) va ser establerta conjuntament per Sony i la seva filial Sony Music Entertainment Japan el 1993 per manejar les empreses de la companyia al mercat de maquinari de videojocs. La consola original de PlayStation va ser llançada el 3 de desembre de 1994, al Japó.
Les operacions nord-americanes de l'empresa, Sony Computer Entertainment of America (SCEA), es van crear originalment al maig de 1995 com una divisió de Sony Electronic Publishing. Localitzat a la ciutat de Foster City, Califòrnia, l'oficina nord-americana va ser dirigida originalment per Steve Race.
En els mesos previs al llançament de PlayStation als mercats occidentals, les operacions van ser reestructurades: Tot el màrqueting de videojocs de Sony Imagesoft va ser doblegat a SCEA al juliol de 1995, amb la majoria dels empleats afectats transferits de Santa Monica, Califòrnia, a Foster City. El 7 d'agost de 1995, Race va renunciar inesperadament i va ser nomenat CEO de Spectrum HoloByte tres dies després. Va ser substituït pel veterà de Sony Electronics, Martin Homlish. També es crea una altra filial, Sony Interactive Entertainment Europa (SIEE), amb seu a Londres, va ser fundada el gener de 1995 com una divisió de Sony Electronic Publishing Ltd. La consola PlayStation va ser llançada als Estats Units el 9 de setembre de 1995.
Com a part d'una reestructuració mundial a principis de 1997, SCEA (actualment Sony Interactive Entertainment America) va ser restablerta com una subsidiària de SCEI.
El llançament de la segona consola PS, PlayStation 2, es va estrenar al Japó el 4 de març de 2000 i als Estats Units el 26 d'octubre de 2000.
L'1 de juliol de 2002, el president de SCEI, Shigeo Maruyama, va ser substituït per Tamotsu Asakura com a president. Jack Tretton i Phil Harrison també van ser promoguts a vicepresidents sènior de SCE. El 2002, Sony va introduir el seu primer sistema operatiu per a una consola de videojocs, després de l'experiència amb el Net Yaroze. El kit transforma l'ordinador PlayStation 2 en una execució completa de Linux.
La PlayStation Portable (PSP) va ser la primera incursió de SCEI al petit mercat de consoles portàtils. El seu desenvolupament es va anunciar per primera vegada durant la conferència Electronic Entertainment Expo de SCE el 2003 i es va donar a conèixer oficialment durant la seva conferència I3 l'11 de maig de 2004. El sistema va ser llançat al Japó el 12 de desembre de 2004, a Amèrica del Nord el 24 de març de 2005 i a Europa i Austràlia l'1 de setembre de 2005. El sistema operatiu del sistema PSP treballa amb un sistema Linux personalitzat. Al novembre de 2005, Sony va crear l'Aliança Linux amb IBM i Philips.

### Creació de SCE Worldwide Studios, adquisicions i reestructuració
El 14 de setembre de 2005, SCEI va formar Sony Computer Entertainment Worldwide Studios (SCE WWS), una entitat interna única per supervisar tots els estudis de desenvolupament de propietat exclusiva dins de SCEI. Es va convertir en responsable de l'adreça creativa i estratègica de desenvolupament i producció de tots els programes d'entreteniment informàtic de tots els estudis propietat de SCEI, tot el programari es produeix exclusivament per a la família de consoles Pg. Shuhei Yoshida va ser nomenat president de SCE WWS el 16 de maig de 2008, reemplaçant a Kazuo Hirai, que estava servint interí després que Harrison deixés la companyia a principis de 2008.
El 8 de desembre de 2005, el desenvolupador de videojocs Guerrilla Games, desenvolupadors de la sèrie Killzone, va ser adquirit per Sony Computer Entertainment com a part de SCE WWS. El 24 de gener de 2006, desenvolupador de videojocs Zipper Interactive, desenvolupadors de la sèrie Socom, va ser adquirit per Sony Computer Entertainment com a part de la seva SCE WWS.
El març de 2006, Sony va anunciar la xarxa en línia per al seu proper sistema PlayStation 3 (PS3) en la reunió de 2006 de PlayStation Business Briefing en Tòquio (Japó), provisionalment cridada "PlayStation Network Platform" i eventualment cridada PlayStation Network (PSN). Sony també va declarar que el servei sempre estaria connectat, lliure, i inclou suport multijugador.
La data de llançament de la PS3 va ser anunciada per Hirai en la conferència Electronic Entertainment Expo celebrada en Sony Pictures Studios en Los Angeles, el 8 de maig de 2006. La PS3 va ser llançada al Japó l'11 de novembre de 2006 i els EUA Data va ser el 17 de novembre de 2006. El PSN també va ser llançat al novembre de 2006.
El 30 de novembre de 2006, el president de SCEI, Ken Kutaragi, va ser nomenat president de SCEI, mentre que Hirai, llavors president de SCEA, va ser promogut a president de SCEI. El 26 d'abril de 2007, Ken Kutaragi va dimitir del seu càrrec com a president de SCEI i CEO del grup, passant les seves funcions al recentment nomenat president de SCE, Hirai.
El 20 de setembre de 2007, els desenvolupadors de videojocs Evolution Studios i BigBig Studios, desenvolupadors de la sèrie MotorStorm, van ser adquirits per Sony Computer Entertainment com a part de SCE WWS.
El 15 d'abril de 2009, David Reeves, president i conseller delegat de SCE Europe, va anunciar la seva propera dimissió del seu càrrec. S'havia incorporat a la companyia el 1995 i va ser nomenat chairman de SCEE en 2003 i després president en 2005. El seu paper de president i CEO de SCEE seria assumit per Andrew House, que es va unir a Sony Corporation en 1990. El PSP Go va ser Llançat l'1 d'octubre de 2009, per a Amèrica del Nord i Europa, i l'1 de novembre de 2009, per al Japó.
L'1 d'abril de 2010, SCEI va ser reestructurada per reunir a les divisions d'electrònica mòbil i computadores personals de Sony. La principal divisió japonesa de SCEI va ser reanomenada temporalment "SNE Platform Inc." (SNEP) l'1 d'abril de 2010, i es va dividir en dues divisions que es van centrar en diferents aspectes: "Sony Computer Entertainment, Inc.", que consta d'1.300 empleats que es van centrar en el negoci de la consola, 70 empleats. El negoci de serveis de xarxa de SCEI va ser absorbit pel grup de productes i serveis de xarxa de Sony Corp. (NPSG), que ja estava encapçalat per Hirai des d'abril de 2009. El SCEI original es va dissoldre després de la reestructuració.
Les branques nord-americanes i europees de SCEI van ser afectades per la reestructuració, i van romandre com SCEA i SCEE. Hirai, aleshores SCEI CEO i Sony Corporation EVP, va dirigir tots dos departaments.
El 2 de març de 2010, el desenvolupador de videojocs Mitjana Molecule, desenvolupadors del joc per PlayStation 3 (PS3), LittleBigPlanet, va ser adquirit per SCEI com a part de la seva SCE WWS. El 23 d'agost de 2010, la seu de l'empresa es va traslladar de Minami-Aoyama a Sony City (seu de Sony Corporation) en Kōnan, Minato, Tòquio.
El 20 d'abril de 2011, SCEI va ser víctima d'un atac al seu sistema PlayStation Network, que també va afectar la seva divisió en línia, Sony Online Entertainment. L'1 d'agost de 2011, el desenvolupador de videojocs Sucker Punch Productions, desenvolupadors de la sèrie Sly Cooper i Infamous, també va ser adquirit.

### Llançament de PS Vita i PS4, adquisicions, expansió de la Xina
El gener de 2012, BigBig Studios va ser tancat i Cambridge Studio (renombrado Guerrilla Cambridge) convertint-se en un estudi germano de Guerrilla Games. El març de 2012, Zipper Interactive, desenvolupadors de la sèrie SOCOM, MAG i la Unite 13, va ser tancada. El 25 de juny de 2012, Hirai es va retirar com a president de Sony Computer Entertainment; No obstant això, va romandre en el consell d'administració.
El 2 de juliol de 2012, Sony Computer Entertainment va adquirir Gaikai, un servei de jocs basat en el núvol. L'agost de 2012, Sony Liverpool desenvolupador de la Wipeout i la sèrie de jocs de Fórmula Un va ser tancada.
Un comunicat de premsa va ser publicat el 20 d'agost de 2013, anunciant la data de llançament de la consola PlayStation 4 (PS4). En aquesta data, SCEI va introduir el sistema de la sèrie CUH-1000A i va anunciar la data de llançament pel 15 de novembre de 2013 per als mercats d'Amèrica del Nord i el 29 de novembre de 2013 per a Europa, Austràlia, Nova Zelanda, Argentina, Brasil, Xile, Colòmbia, Costa Rica, El Salvador, Guatemala, Mèxic, Panamà i Perú.
Després d'un anunci de gener de 2014 per part del govern xinès que la suspensió de la consola de videojocs de 14 anys s'aixecaria, la PS4 estava programada per ser la primera consola de videojocs de Sony a ser oficial i legalment llançada en Xina des de la PlayStation 2. La llei va ser promulgada en 2000 per "protegir la salut mental dels joves" segons s'indicava.
El 6 de març de 2014, Tretton, president i conseller delegat de Sony Computer Entertainment of America, va anunciar que renunciaria al seu càrrec al final del mes, citant un acord mutu entre ell i SCEA per al cessament del seu contracte. Tretton va treballar en SCEA des de 1995 i va ser membre fundador de l'equip executiu de la companyia. Va participar en el llançament de totes les plataformes PlayStation a Amèrica del Nord, incloent PlayStation, PS2, PSP, PS3, PSN, PS Vita i PS4. Tretton va ser reemplaçat per Shawn Layden, vicepresident i director d'operacions de Sony Network Entertainment International, que va entrar en vigor l'1 d'abril de 2014. El 2 d'abril de 2015 es va anunciar que Sony Computer Entertainment havia adquirit la propietat intel·lectual del servei de jocs en el núvol OnLive, i que els seus serveis deixarien de funcionar a la fi de mes.
La versió beta del primer servei de televisió basat en el núvol de Sony, PlayStation Vue (PSVue), es va llançar als Estats Units al novembre de 2014. Només es va oferir per als usuaris de PS3 i PS4 abans del seu llançament oficial A principis de 2015. Sony va signar acords amb grans xarxes, com CBS, Discovery Communications, Fox Broadcasting Company i Viacom, perquè els usuaris puguin veure videos en viu, així com posar-se al dia i obtenir contingut, de més de 75 canals, com Comedy Central I Nickelodeon. Encara que les dates de fixació de preus i de llançament per a altres regions no van ser publicades, Sony va confirmar que PSVue estarà disponible en iPad, seguit d'altres dispositius de Sony i d'altres fabricants.

### Com Sony Interactive Entertainment
El 26 de gener de 2016, Sony va anunciar que a partir de l'1 d'abril de 2016, Sony Computer Entertainment i Sony Network Entertainment International seran reorganitzats i combinats en una nova empresa, Sony Interactive Entertainment. A diferència de SCE, Sony Interactive Entertainment té la seu en Sant Mateu, Califòrnia, i representa a tota la marca PlayStation, les seves filials regionals i les seves operacions de contingut.
El 24 de març de 2016, Sony va anunciar l'establiment de ForwardWorks, un nou estudi dedicat a produir jocs "complets" basats en les propietats intel·lectuals de Sony per a plataformes mòbils com smartphones.

## Maquinari

### Consoles de sobretaula

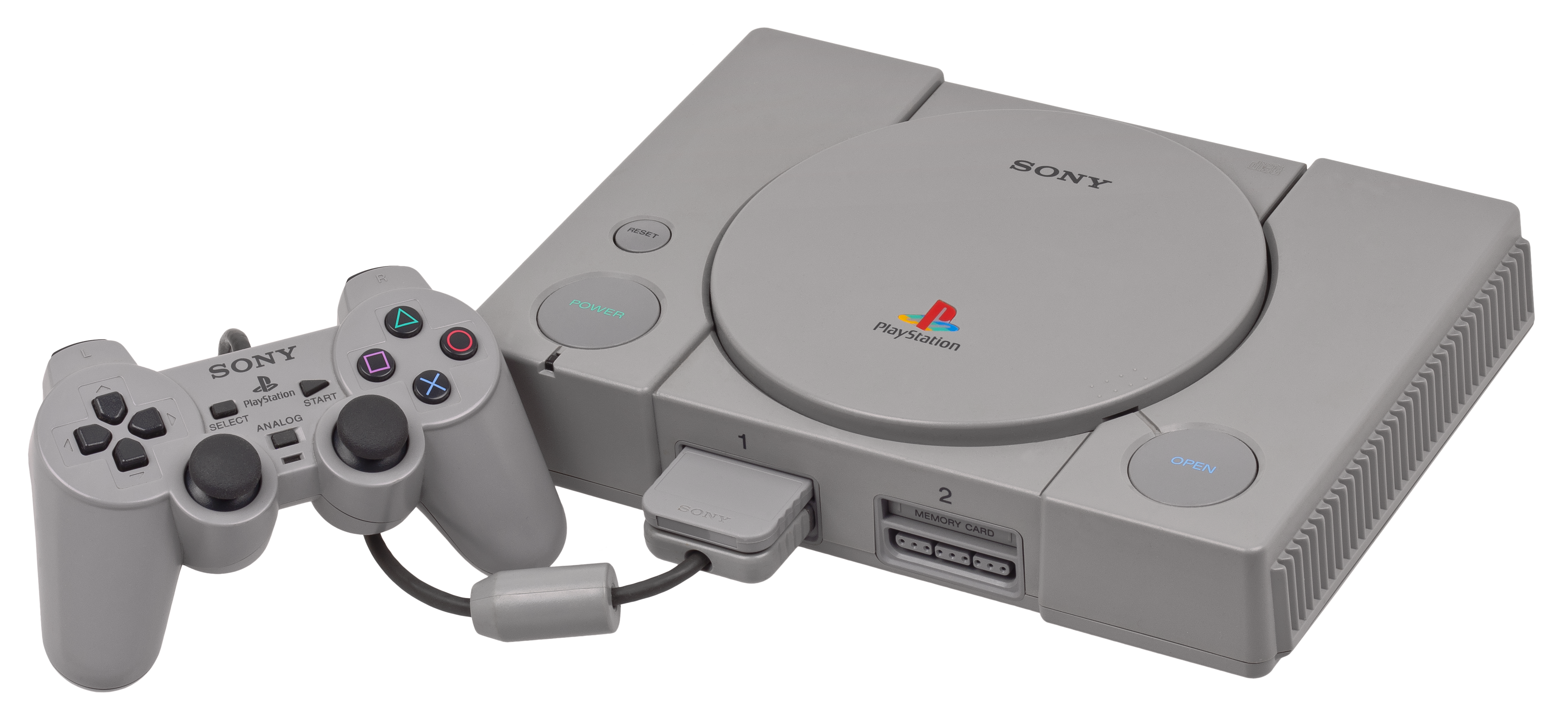
PlayStation

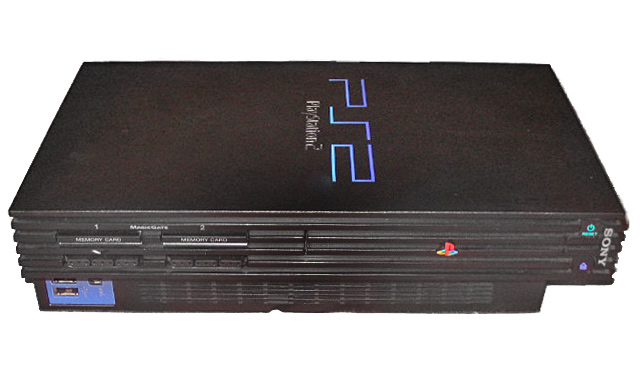
PlayStation 2

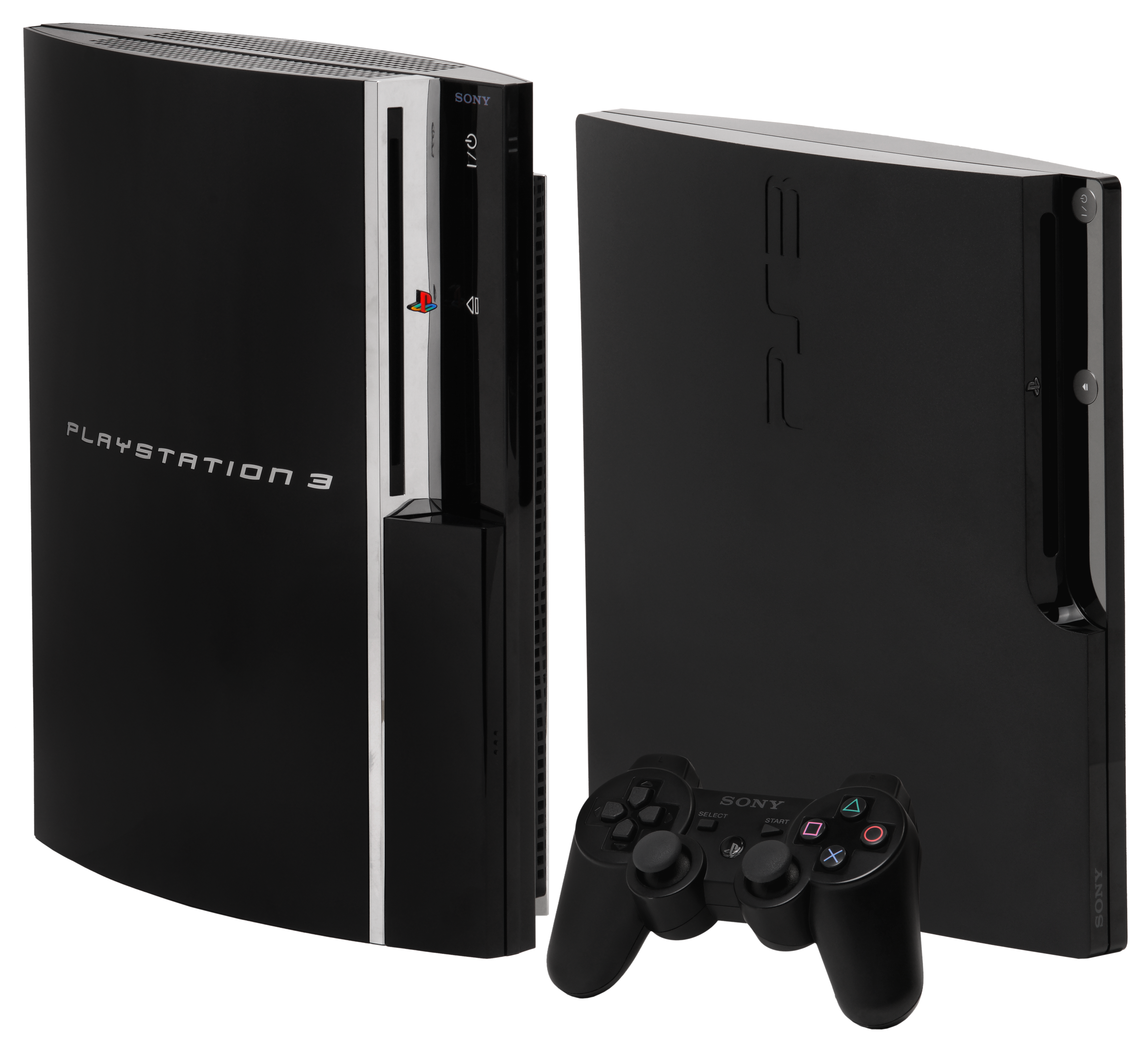
PlayStation 3

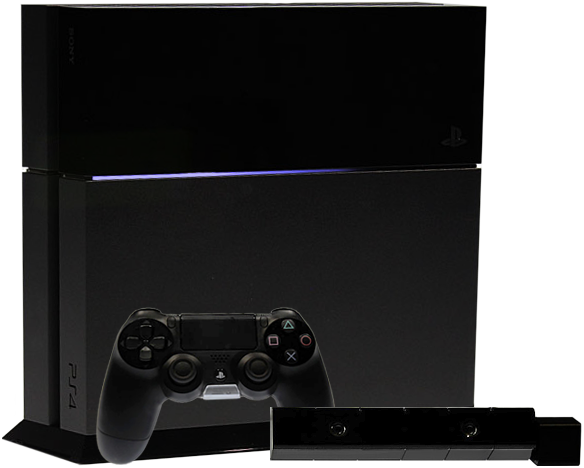
PlayStation 4

#### PlayStation
PlayStation es considera la videoconsola més reeixida de la cinquena generació tant en vendes, com en popularitat. A més de l'original es van llançar dues versions més, la Net Yaroze] i la PSone. Va tenir gran èxit per emprar el CD-ROM dins del seu maquinari, tot i que altres companyies ja ho havien emprat, tals com: SEGA (Sega CD), Panasonic (3DO), Philips (CD-i) i SNK (Neo Geo CD). Aquestes companyies van tenir poc èxit en emprar el CD-ROM com a suport per emmagatzemar jocs. S'estima que a tot el món Sony va aconseguir vendre 104,25 milions d'unitats de la seva videoconsola en 10 anys. Va ser descontinuada el 2005, i el seu últim títol va ser FIFA Football 2005.

#### PlayStation 2
La PlayStation 2 (PS2) és la segona videoconsola de Sony, la successora de la PlayStation i la predecessora de la PlayStation 3 (que es va llançar el 17 de novembre del 2006 al Japó i a l'Amèrica del Nord, i el març del 2007 a Europa). La PS2 va anunciar el seu desenvolupament al març de 1999, i el primer llançament va ser al Japó al 4 de març del 2000, a l'Amèrica del Nord al 26 d'octubre del 2000 i a Europa al 4 de novembre del 2000.
Va ser llançada per primera vegada el 4 de març de l'any 2000 al Japó, i uns mesos després en la resta del món. Aquesta consola és també la que més títols posseeix, aproximadament 10.900 títols seguida per la seva predecessora, la PlayStation, amb uns 8.000 títols. Aquesta quantitat de títols donada l'extraordinari acolliment per part del públic en general cap a la mateixa, la qual cosa fins i tot la va consolidar com la consola amb més temps al mercat i al seu torn la consola amb més durada en el mateix, fins a ser descatalogada l'11 de gener de 2013 després dels seus últims títols FIFA 14 i PES 2014.
Una de les principals característiques distintives són el seu processador central conegut com Emotion Engine i el seu controlador de Dualshock 2. També l'equip incorpora un lector de DVD i 2 ports USB 1.0 (alguns controladors utilitzen aquests ports). En la versió PlayStation 2 Slim es va incorporar un port Ethernet perquè pugui ser utilitzat el servei d'internet Central Station. El mateix port pot ser agregat a les versions originals de la consola i va ser la primera consola amb disc dur. Alguns jocs incorporen la possibilitat de jugar a través d'una xarxa d'àrea local (LAN), la qual cosa permet a més jugar per internet a través del sistema gratuït XLink Kai.
Des de la seva sortida, la PlayStation 2 ha aconseguit vendre més de 158,85 milions d'unitats aproximadament, convertint-se en la videoconsola de sobretaula més venuda de la història i la segona videoconsola més venuda després de la portàtil Nintendo DS. Després de 12 anys al mercat, sent una de les consoles més longeves de la història.

#### PlayStation 3
La PS3 es va presentar l'any 2005 i va ser la successora de la PlayStation 2. Dissenyada per a competir directament amb la Xbox 360 de Microsoft i la Wii de Nintendo com a part de les videoconsoles de setena generació.

#### PlayStation 4
La PlayStation 4 va ser llançada al mercat a la fi del 2013, Per competir amb la Xbox One de Microsoft i la Wii U de Nintendo respectivament. Compta amb una memòria Ram 8 vegades més potent que la de la PlayStation 3.

### Consoles portàtils

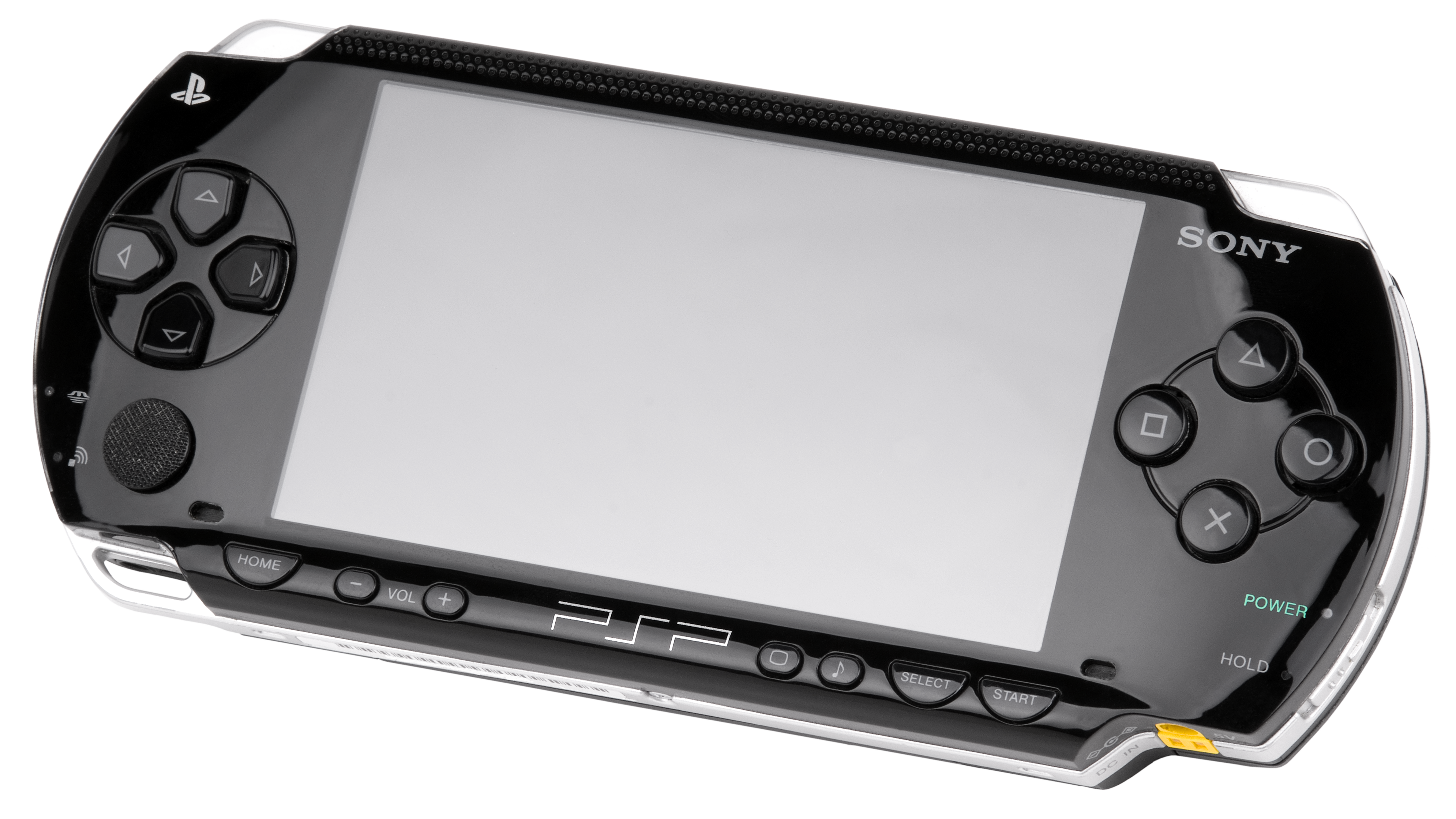
PSP

PlayStation Vita

#### PlayStation Portable
La PlayStation Portable o PSP és una videoconsola portàtil de la multinacional d'origen Japonès, Sony Computer Entertainment, per a videojocs i multimèdia. Es tracta de la primera consola portàtil a nivell mundial de Sony i la segona llançada al Japó i la Xina.
La consola PSP va canviar la tendència de fer cada vegada aparells portàtils més petits, traient al mercat una consola amb una pantalla major i convertint-se en la segona consola portàtil amb un D estic (després de la Neo Geo Pocket). Va ser descontinuada el 2014 per problemes econòmics de l'empresa.

#### PlayStation Vita
PlayStation Vita, també coneguda com a PS Vita, és una videoconsola portàtil creada per l'empresa Sony Computer Entertainment, aquesta consola és la successora de la PlayStation Portable, i és part de la família PlayStation de videoconsoles. Va ser presentada el 27 de gener de 2011 i ha estat posada a la venda el dia 17 de desembre del mateix any al Japó. Va arribar a Europa i a Amèrica el dia 22 de febrer de 2012. Inicialment, estava destinada a competir directament amb la consola de Nintendo 3DS. El Firmware actual de la consola és el 3.68, on s'ha millorat la qualitat del rendiment del sistema.
La consola va ser descontinuada per Sony encara que des d'aleshores ha continuat rebent actualitzacions del sistema.

## Videojocs publicats
Categoria principal: Videojocs per a PlayStation
Categoria principal: Videojocs per a PlayStation 2
Categoria principal: Videojocs per a PlayStation 3
Categoria principal: Videojocs per a PlayStation 4
Categoria principal: Videojocs per a PlayStation Portable